# Ornitomimozaury
Ornitomimozaury (Ornithomimosauria) – grupa strusiopodobnych teropodów, do której należały m.in.: archeornitomim, gallimim, strutiomim i dromicejomim.

## Rozmiary
Członkowie tej grupy osiągali zwykle od dwóch do czterech metrów długości, jednak niektóre ornitomimozaury, takie jak Gallimimus i Beishanlong, dorastały do nawet ośmiu metrów. Również potencjalny ornitomimozaur Deinocheirus osiągał bardzo duże rozmiary.

## Pożywienie
Zróżnicowane, głównie mięso (zwykle małe zwierzęta, takie, jak płazy czy jaszczurki), ale nie można wykluczyć też spożywania roślin.
W żołądkach niektórych osobników odnaleziono ułatwiające trawienie gastrolity.

## Klasyfikacja
- ornitomimozaury (Ornithomimosauria)
  - rodzaj pelekanimim (Pelecanimimus)
  - rodzaj Shenzhousaurus
  - rodzaj Garudimimus
  - rodzaj Beishanlong
  - rodzaj Harpymimus
  - rodzaj Deinocheirus
  - rodzina ornitomimy (Ornithomimidae)